# Cecilia Ansaldo
Cecilia Ansaldo Briones (sinh năm 1949) là một giáo sư, nhà tiểu luận và nhà phê bình văn học người Ecuador.

## Tiểu sử
Cecilia Ansaldo được sinh ra ở Guayaquil vào năm 1949. Cô đã hoàn thành chương trình học cấp hai tại trường Dolores Baquerizo, và giáo dục đại học tại Đại học Católica de Santiago de Guayaquil, nơi cô có bằng cử nhân về khoa học giáo dục.
Trong sự nghiệp giảng dạy của mình, cô đã làm việc tại trường Santo Domingo de Guzmán, Trường Guayaquil của Đức, Đại học Católica de Santiago de Guayaquil và Trường Mónica Herrera, cùng với những người khác. Cô cũng là trưởng khoa triết học và thư từ của trường Đại học Católica.
Cô hiện là giáo sư tại Đại học Católica và Universidad Casa Grande. Năm 2015, cô trở thành thành viên của Viện hàn lâm Acadatoriana de la Lengua  một tổ chức phóng viên của Học viện Hoàng gia Tây Ban Nha. Cô là một chuyên gia ý kiến trên tờ El Universo, một thành viên của nhóm Soones del Ático, và là thành viên sáng lập của Trung tâm văn hóa Trạm sách mở. Cô đã chủ trì Guayaquil International Book Fair  ủy ban nội dung của  kể từ năm 2015.

## Giải thưởng và công nhận
- Huy chương bằng khen của Thị trưởng thành phố Guayaquil, 2008 [3]
- Huy chương bằng khen của Hiệp hội từ thiện Guayas, 2012 [6]
- Tribute Career từ Đại học Católica de Santiago de Guayaquil, 2018 [2]

## Ấn phẩm

### Tiểu luận
- "El cuento ecuatoriano de los últimos 30 años" trong La lítatura ecuatoriana en los últimos 30 años 1950 19501980 (1983), El Conejo: Quito
- "Dos décadas de cuento ecuatoriano 1970 Đổi1990" trong La lítatura ecuatoriana de las dos últimas décadas 1970 Chuyện1990 (1993), Đại học Cuenca
- "Una mirada 'otra' a ciertos personajes femeninos de la narrativa ecuatoriana" trong Memorias del V encuentro de lítatura ecuatoriana (1995), Đại học Cuenca

### Hợp tuyển
- Cuento contigo: antología del cuento ecuatoriano (1993), Đại học Católica de Santiago de Guayaquil, Đại học Andina Simón Bolívar
- Las teeses del ático tienen la palabra (1994)
- Cuentos de Guayaquil: antología (2011), đô thị của thành phố Guayaquil, ISBN 9789942036650 Mã số   9809942036650
- Antología del cuento ecuatoriano (2012), với Elisa Ayala González, đô thị của thành phố Guayaquil, ISBN 9789942036650